# 議会基本条例
議会基本条例（ぎかいきほんじょうれい）は、自治に基づく地方議会の組織及び運営の方針と基本原則を定めた条例である。

## 意義
議会基本条例は、地方議会の運営をどのように行うのかを定めた条例である。2006年5月18日に施行された北海道栗山町の「栗山町議会基本条例」が最初と言われている。

## 制定状況
| 都道府県 | 条例名               | 制定年             |
| -------- | -------------------- | ------------------ |
| 北海道   | 北海道議会基本条例   | 2009年（平成21年） |
| 青森県   | 青森県議会基本条例   | 2013年（平成25年） |
| 岩手県   | 岩手県議会基本条例   | 2008年（平成20年） |
| 宮城県   | 宮城県議会基本条例   | 2009年（平成21年） |
| 山形県   | 山形県議会基本条例   | 2014年（平成26年） |
| 福島県   | 福島県議会基本条例   | 2008年（平成20年） |
| 茨城県   | 茨城県議会基本条例   | 2012年（平成24年） |
| 群馬県   | 群馬県議会基本条例   | 2012年（平成24年） |
| 神奈川県 | 神奈川県議会基本条例 | 2008年（平成20年） |
| 富山県   | 富山県議会基本条例   | 2018年（平成30年） |
| 石川県   | 石川県議会基本条例   | 2010年（平成22年） |
| 福井県   | 福井県議会基本条例   | 2014年（平成26年） |
| 山梨県   | 山梨県議会基本条例   | 2017年（平成29年） |
| 長野県   | 長野県議会基本条例   | 2009年（平成21年） |
| 愛知県   | 愛知県議会基本条例   | 2013年（平成25年） |
| 三重県   | 三重県議会基本条例   | 2006年（平成18年） |
| 滋賀県   | 滋賀県議会基本条例   | 2014年（平成26年） |
| 京都府   | 京都府議会基本条例   | 2010年（平成22年） |
| 大阪府   | 大阪府議会基本条例   | 2009年（平成21年） |
| 兵庫県   | 兵庫県議会基本条例   | 2012年（平成24年） |
| 奈良県   | 奈良県議会基本条例   | 2010年（平成22年） |
| 鳥取県   | 鳥取県議会基本条例   | 2012年（平成24年） |
| 岡山県   | 岡山県議会基本条例   | 2012年（平成24年） |
| 広島県   | 広島県議会基本条例   | 2010年（平成22年） |
| 徳島県   | 徳島県議会基本条例   | 2013年（平成25年） |
| 愛媛県   | 愛媛県議会基本条例   | 2011年（平成23年） |
| 高知県   | 高知県議会基本条例   | 2009年（平成21年） |
| 長崎県   | 長崎県議会基本条例   | 2012年（平成24年） |
| 大分県   | 大分県議会基本条例   | 2009年（平成21年） |
| 宮崎県   | 宮崎県議会基本条例   | 2012年（平成24年） |
| 鹿児島県 | 鹿児島県議会基本条例 | 2010年（平成22年） |
| 沖縄県   | 沖縄県議会基本条例   | 2012年（平成24年） |

## 関連書籍
- 加藤幸雄『議会基本条例の考え方―分権と自治の扉をひらく』自治体研究社、2009年。ISBN 9784880375281。
- 神原勝『自治・議会基本条例論―自治体運営の先端を拓く （増補）』公人の友社、2009年。ISBN 9784875555445。
- 髙沖秀宣『自治体議会改革講義』東京法令出版、2018年。ISBN 9784809040719。